# عامر السعيدي
عامر السعيدي شاعر يمني ، ولد 1985 في حجور بمديرية كشر غرب محافظ حجة.
يعد أبرز الشعراء اليمنيين الشباب حيث برز بقصائده وحضوره خصوصا منذ مشاركاته في ثورة الشباب اليمنية 11 فبراير عام 2011 باليمن ويعتبر أحد أبرز شباب الثورة وأكثر الشعراء اليمنيين الشباب شهرة على مستوى اليمن والوطن العربي، وهو شاعر مثير للجدل في أوساط المجتمع وبين رجال الدين، وقد أثار صدور ديوانه الأول أغنية راعي الريح ضجة كبيرة وجدلا أكبر لفترة داخل اليمن بعد مهاجمة رجال دين وخطباء مساجد للشاعر ما أدى إلى انقسام حول بعض قصائد الديوان، في حين دافعت عنه النخب الثقافية. تعرض الشاعر للتحريض والتهديد من رجال الدين وأتباعهم بسبب بعض ما ورد في مجموعته الشعرية الأولى أغنية راعي الريح .

## أبرز أعماله
يعد ديوان (أغنية راعي الريح) أبرز أعمال الشاعر الأدبية. صدرت الطبعة الأولى من الديوان عام 2021 عن دار بوكس بالقاهرة، فيما صدرت الطابعة الثانية عام 2022 عن دار موازيك في إسطنبول. تنشر مقالاته في عدد من المواقع والصحف المحلية والعربية. كما شارك في عدد من الفعاليات الثقافية والشعرية.